# Египатски хијероглифи
Египатски хијероглифи били су званично писмо коришћено у Старом Египту. Састојало се од мешавине логограмских и алфабетских елемената, са око 1.000 различитих знакова. Египћани су линијске хироглифе користили у религијској литератури, пишући по папирусу, дрвету или уклесавајући у стену. Мање формалне варијанте биле су хијератско и демотско писмо чије технике нису хијероглифске. Од више стотина хијероглифа који су се користили, 24 имају вредности које одговарају по једном слову данашњих алфабета. Египћани нису писали алфабетски, слово по слово, већ су имали знатно компликованији систем писања.
Употреба хијероглифског писања настала је из протописмених система симбола у раном бронзаном добу, око 32. века пре нове ере (Накада III), са првом дешифрованом реченицом написаном на египатском језику која датира из Друге династије (28. век пре нове ере). Египатски хијероглифи су се развили у зрели систем писања који се користио за монументалне натписе на класичном језику периода Средњег краљевства; током овог периода систем је користио око 900 различитих знакова. Употреба овог система писања настављена је током Новог краљевства и касног периода, те до персијског и птолемејског периода. Касни остаци хијероглифске употребе налазе се и у римском периоду, протежући се до 4. века.
Коначним затварањем паганских храмова у 5. веку изгубљено је знање о хијероглифском писању. Иако је било покушаја, писмо је остало недешифровано током средњег века и раног модерног периода. Дешифровање хијероглифског писања коначно је 1820-их извршио Жан-Франсоа Шамполион, уз помоћ Розетског камена.
Број речи садржаних у свим древним египатским (тј. хијероглифским и хијератским) текстовима који су данас познати је приближно 5 милиона, и тежи ка 10 милиона ако се рачунају дупликати (као што су Књига мртвих и текстови ковчега) одвојено. Најпотпунији компендијум старог Египта, Речник египатског језика, садржи 1,5–1,7 милиона речи.

## Преводи хијероглифа
За превод хијероглифа су се покушавали вековима много научника такође Јоханес Гропиус Беканус у 16. веку као и језуита Атанасиус Кирхер (1601-1680) који је решио и један хијероглиф. Ови покушаји су били ипак без већег успеха јер су се њихови радови ослањали на имагинативне асоцијације. Дуго је владало уверења да се ради о идиоматичком писму и научници су се усредсређивали на то шта ти симболи представљају, што ни из далека није одговарало истини.
Најзначајнији удео на преводу хијероглифа имају Томас Јанг и Жан Франсоа Шамполион. 1799. године приликом Наполеоновог похода на Египат откривена је Росетска плоча са натписима на три писма (на хијероглифима, демотском писму и грчком писму). Ова плоча је била довољан критички материјал да би омогућима Шамполиону да у 20-им годинама 19. века проникне у речи хијероглифа. Решење хијероглифа је једном за свагда оповргло представе да се ради о идиоматском, значи о писму, засновано на сликама. Неки од Шамполионових открића су временом били надокнађивани новијим открићима о овом писму и језику но тиме се нису умањили значај његових заслуга за разумевање овог писма.
| A |

| A |

| i |

| i |

| i | i |

| i | i |

| y |

| y |

| a |

| a |

| w |

| w |

| W |

| W |

| b |

| b |

| p |

| p |

| f |

| f |

| m |

| m |

| n |

| n |

| r |

| r |

| h |

| h |

| H |

| H |

| x |

| x |

| X |

| X |

| s |

| s |

| z |

| z |

| S |

| S |

| N38 |

| N38 |

| N39 |

| N39 |

| q |

| q |

| k |

| k |

| g |

| g |

| t |

| t |

| T |

| T |

| d |

| d |

| D |

| D |

Гардинер наводи још неколико варијанти:
| V33 |

| V33 |

| Aa15 |

| Aa15 |

| S3 |

| S3 |

| U33 |

| U33 |